# みどり (人工衛星)
みどりは日本の地球観測プラットフォーム技術衛星（Advanced Earth Observing Satellite、略称：ADEOS）

## 概要
1996年（平成8年）8月17日10時53分に、ふじ3号とともに種子島宇宙センターよりH-IIロケット4号機で打ち上げられた。
みどりは地球温暖化、オゾン層の破壊、熱帯雨林の減少、異常気象の発生等の環境変化に対応した観測データを取得するとともに、次世代観測システムに必要なデータ収集や軌道間データ中継技術等の開発を行うことを目的とした衛星である。
多くの新規技術が取り入れられており、運用による成果が期待されたが、打ち上げ後約6ヶ月で太陽電池パドルの破断により機能を停止。運用が断念された。

## 故障と運用断念について

### 1997年6月30日
9時46分頃に「みどり」が日本上空を通過した際、地球観測センターに観測データが受信されなかった。衛星の状態を確認すると、衛星になんらかの異常が発生し、軽負荷モードに移行していることが判明した。
11時30分頃および13時15分頃の2回にわたって沖縄宇宙通信所で衛星の状態を確認した際には、9時46分以前に一度姿勢を喪失し、地球捕捉モードに移っていることが確認された。また、太陽電池からの供給電流がゼロ状態を示しており、衛星はバッテリーのみで運用されていることを示すテレメトリデータが取得された。
12時にはNASDA内に緊急対策チームが設置された。
スウェーデンのキルナ局で16時21分および16時46分に、南アフリカのハービーショーク局で18時1分と18時26分の計4回にわたって衛星の状態の確認、および衛星の負荷を軽くする等の緊急コマンドを送信する作業を行った。しかし、16時20分以降に衛星からのテレメトリデータを受信することは無かった。
キルナ局にて20時41分と21時20分に、増田宇宙通信所、勝浦宇宙通信所および沖縄宇宙通信所にて21時2分および22時39分に緊急コマンドの送信及びテレメトリデータの受信を試みた。しかしこれまでと同様に衛星からの応答は無かったため、運用の断念を決定した。以降は緊急コマンドの送信を実施しない方針を決定した。

### 1997年7月1日
太陽電池パドルの過去データを調べた結果、規定値を割り込んでいないものの、6月27日から発生電力が低下している傾向にあることが判明した。また、太陽電池パドルの温度の過去データについても6月23日から異常になっていることが判明した。そして、事故発生後に「みどり」の軌道に変化があることが確認された。14時に事故対策本部が設置され、16時には第1回会合が開催された。

## 観測装置

### OCTS

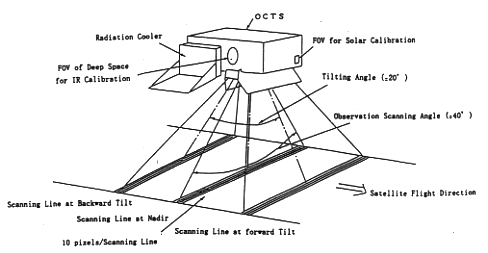
海色海温走査放射計(OCTS) 観測の概念図

海色海温走査放射計（英: Ocean Color and Temperature Scanner）とは、海洋の水色及び水温を高頻度、高感度で観測しクロロフィル濃度や浮遊物など把握を行うことを目的とした光学センサである。NIMBUS-7に搭載されたCZCSの観測ミッションを引き継いだ。OCTSは可視近赤外域8バンド、赤外域4バンドの観測波長を持つ。NASDA （宇宙開発事業団）が開発を行った。
| チャンネル | 観測波長帯 | 波長帯       | 分解能            | 観測幅  | 偏光感度特性 | 観測対象         |
| ---------- | ---------- | ------------ | ----------------- | ------- | ------------ | ---------------- |
| Ch1        | 可視光     | 402-422 nm   | 700 m（衛星直下） | 1400 km | 5 %          | 溶存態有機物     |
| Ch2        | 可視光     | 433-453 nm   | 700 m（衛星直下） | 1400 km | 2 %          | クロロフィル色素 |
| Ch3        | 可視光     | 480-500 nm   | 700 m（衛星直下） | 1400 km | 2 %          | フィコビリン色素 |
| Ch4        | 可視光     | 510-530 nm   | 700 m（衛星直下） | 1400 km | 2 %          | 浮遊懸濁物       |
| Ch5        | 可視光     | 555-575 nm   | 700 m（衛星直下） | 1400 km | 2 %          | ヒンジポイント   |
| Ch6        | 可視光     | 660-680 nm   | 700 m（衛星直下） | 1400 km | 2 %          | 大気補正         |
| Ch7        | 近赤外線   | 745-785 nm   | 700 m（衛星直下） | 1400 km | 2 %          | 大気補正         |
| Ch8        | 近赤外線   | 845-885 nm   | 700 m（衛星直下） | 1400 km | 2 %          | 大気補正         |
| Ch9        | 中赤外線   | 3.55-3.85 μm | 700 m（衛星直下） | 1400 km | -            | 海面温度         |
| Ch10       | 中赤外線   | 8.25-8.75 μm | 700 m（衛星直下） | 1400 km | -            | 海面温度         |
| Ch11       | 熱赤外線   | 10.3-11.3 μm | 700 m（衛星直下） | 1400 km | -            | 雲 / 海面温度    |
| Ch11       | 熱赤外線   | 12.5-12.5 μm | 700 m（衛星直下） | 1400 km | -            | 雲 / 海面温度    |

### AVNIR
高性能可視近赤外放射計（英: Advanced Visible and Near Infrared Radiometer）とは、可視・近赤外域を用いて陸域の植生などを観測する装置である。NASDAが開発を行った。
| チャンネル | 観測バンド       | 波長帯       | 分解能 | 瞬時視野角 | 視野角 | S/N  | MTF   |
| ---------- | ---------------- | ------------ | ------ | ---------- | ------ | ---- | ----- |
| Mu1        | マルチスペクトル | 0.42-0.50 mm | 16 m   | 20 mrad    | 5.7 度 | ≧200 | ≧0.25 |
| Mu2        | マルチスペクトル | 0.52-0.60 mm | 16 m   | 20 mrad    | 5.7 度 | ≧200 | ≧0.25 |
| Mu3        | マルチスペクトル | 0.61-0.69 mm | 16 m   | 20 mrad    | 5.7 度 | ≧200 | ≧0.25 |
| Mu4        | マルチスペクトル | 0.76-0.89 mm | 16 m   | 20 mrad    | 5.7 度 | ≧200 | ≧0.20 |
| Pa         | パンクロマチック | 0.52-0.69 mm | 8 m    | 10 mrad    | 5.7 度 | ≧90  | ≧0.20 |

### IMG
温室効果気体センサ: 大気中の温室効果ガスの分布の測定を行う装置。通商産業省が開発。

### ILAS
改良型大気周縁赤外分光計: 極域における大気の微量成分の高度分布の測定を行う装置。環境庁が開発。

### RIS
地上・衛星間レーザ長光路吸収測定用リトロリフレクター（英: Retroreflector In Space）とは、地上局から発射されたレーザー光を地上局に反射するためのリトロリフレクターであるである。地上局上空のオゾン、フロン12、二酸化炭素、メタン等の濃度測定が可能である。国立環境研究所が開発。

### NSCAT
海上風測定マイクロ波散乱計 海上風の風向、風速の測定を行う装置。NASA （アメリカ航空宇宙局）らが開発。

### TOMS
オゾン全量分光計 オゾン量及び二酸化硫黄の分布の測定を行う装置。NASA らが開発。

### POLDER
地表反射光観測装置 地球表面や大気で反射される太陽光の測定を行う装置。フランス国立宇宙研究センターが開発。